# Galeone di Manila
Il Galeone di Manila (spagn. Galeón de Manila o Nao de China; ingl. Manila galleon; portog. Galeão de Manila) era la denominazione che veniva data al galeone che effettuava il tragitto tra Manila nelle Isole Filippine e Acapulco in Messico, con il suo carico di merci, principalmente spezie e persone. A volte veniva chiamato la nao de la China ("la nave della Cina") per il carico di merci cinesi che portava. Per antonomasia andò poi a indicare la rotta stessa. Tale tratta iniziò sotto il dominio coloniale spagnolo nel 1565, con Andrés de Urdaneta, e proseguì sino al XIX secolo.

## Percorso
Le navi viaggiavano annualmente tra le Filippine ed il Messico, generalmente al porto di Acapulco, sfruttando la tecnica di navigazione chiamata volta do mar scoperta dai navigatori portoghesi nell'Atlantico settentrionale e applicata al Pacifico.
Le merci proseguivano via terra verso Veracruz, sulla costa del golfo del Messico, e quindi nuovamente via mare verso Siviglia o Cadice in Spagna.
Questa rotta commerciale prevedeva una sosta a Guam nelle Isole Marianne Settentrionali, con un percorso di navigazione della durata di circa quattro mesi.

## Storia
Anche se iniziato dopo 50 anni dalla morte di Cristoforo Colombo, il Galeone di Manila rappresentava il compimento del sogno del grande esploratore genovese di raggiungere via mare l'Oriente circumnavigando il globo.
Si stima che un totale di 110 galeoni siano salpati in 250 anni tra Manila e Acapulco, tra il 1565 ed il 1815.
Fino al 1593, tre o più navi salpavano annualmente da ogni porto. Dal 1593 una legge fissò il limite di una nave all'anno per ogni direzione, con il permesso di una scorta armata. Per effetto di tali limitazioni, il percorso veniva effettuato da navi tra le più grandi costruite in quel periodo.

## Flotta e commerci
Già nel Cinquecento, insieme ad un massimo di 2.000 tonnellate di merci, le navi potevano trasportare sino a 1000 passeggeri.
La Concepción, demolita nel 1638, era lunga circa 49 metri. La Santísima Trinidad raggiungeva i 51,5 metri di lunghezza.
La maggior parte delle navi furono costruite nelle Filippine e solo otto in Messico.
I galeoni portavano spezie, porcellane, avorio,  seta, stoffe e argento.

## Epilogo
La storia del galeone di Manila ebbe termine allorché il Messico ottenne l'indipendenza dalla Spagna, nel 1821, e la Spagna non ebbe più il controllo diretto delle Filippine, gestito dopo il 1869 attraverso il Canale di Suez con le navi a vapore.
I rapporti tra Messico e Filippine si avvantaggiarono molto grazie a questa linea di navigazione, e la cultura ispanica delle Filippine si avvicina alla cultura messicana più di ogni altra. Anche dopo l'indipendenza del Messico, le due nazioni hanno proseguito gli scambi: il Galeone di Manila ha viaggiato nell'Oceano Pacifico per quasi tre secoli, portando alla Spagna il carico di beni di lusso, ma favorendo anche gli scambi economici e culturali tra Oriente e Occidente.